# Cyrtocamenta flavescens
Cyrtocamenta flavescens är en skalbaggsart som beskrevs av Brenske 1897. Cyrtocamenta flavescens ingår i släktet Cyrtocamenta och familjen Melolonthidae. Inga underarter finns listade i Catalogue of Life.